# Gertruda Saská (1030–1113)
Gertruda Saská (1028/1030 ? Schweinfurt – 4. srpna 1113 Veurne) byla hraběnkou holandskou a flanderskou.

## Život
Gertruda byla dcerou saského vévody Bernarda II. z dynastie Billungů a Eiliky ze Schweinfurtu. Zřejmě roku 1050 se provdala za holandského hraběte Florise. Hrabě Floris zahynul roku 1061 v konfliktu s Ekbertem Míšeňským. Ovdovělá Gertruda se stala regentkou nezletilého syna Dětřicha a po dvou letech vdovství, kdy musela odolávat snaze utrechtského biskupa o získání západního Fríska, se znovu provdala za Roberta, mladšího syna flanderského hraběte. Robert vzal obranu statků do svých rukou.
Robertův otec zemřel roku 1067 a flanderským hrabětem se stal starší bratr Balduin VI. Již po třech letech vlády zemřel a hrabství zdědil jeho syn Arnulf III. Robert se nehodlal smířit se situací a roku 1071 zvítězil nad synovcem a jeho spojenci v čele s francouzským králem v bitvě u Casselu. Arnulf v bitvě padl. Následujícího roku Robert jako novopečený hrabě uzavřel mír s francouzským králem, který znamenal uznání jeho titulu. Oba muži poté zpečetili své spojenectví proti Vilémovi Dobyvatelovi roku 1072 sňatkem krále Filipa s Robertovou vyženěnou dcerou Bertou Holandskou.
Gertruda přežila manžela o dvacet let a byla pohřbena ve flanderském městě Veurne.